# چارلز ملک وایتفیلد
چارلز ملک وایتفیلد (انگلیسی: Charles Malik Whitfield؛ زادهٔ ۱ اوت ۱۹۷۲) یک بازیگر سینما اهل ایالات متحده آمریکا است.
از فیلم‌های معروف او می‌توان به بازی در فیلم تازه ، پشت خطوط دشمن اشاره کرد.